# Liste der Monuments historiques in Saint-Sauveur-de-Puynormand
Die Liste der Monuments historiques in Saint-Sauveur-de-Puynormand führt die Monuments historiques in der französischen Gemeinde Saint-Sauveur-de-Puynormand auf.

## Liste der Objekte
| Bezeichnung | Beschreibung               | Standort         | Kennzeichnung | Schutzstatus | Datum | Bild |
| ----------- | -------------------------- | ---------------- | ------------- | ------------ | ----- | ---- |
| Kenotaph    | Stein, 11./12. Jahrhundert | auf dem Friedhof | PM33000767    | Classé       | 1924  |      |